# Chaïm Perelman
‎Chaïm Perelman, poljsko-belgijski filozof in pedagog, * 20. maj 1912, † 22. januar 1984, Bruselj.
Perelman, filozof prava, je eden najbolj znanih argumentalnih teoretikov 20. stoletja. Diplomiral, doktoriral in poučeval je na Université Libre de Bruxelles; kot gostujoči profesor pa je deloval na Državni univerzi Pensilvanije.
Leta 1962 je prejel Francquijevo nagrado.